# هاري وليامز
هاري وليامز (بالإنجليزية: Harry Williams)‏ (1 يناير 1875 المملكة المتحدة - ) هو لاعب كرة قدم بريطاني.